# 悪性カタル熱
悪性カタル熱（あくせいカタルねつ、英:malignant catarrhal fever）とはウシカモシカ由来型悪性カタル熱ウイルス（WD-MCFV）あるいは羊随伴型悪性カタル熱ウイルス（SA-MCFV）感染を原因とする感染症。日本では家畜伝染病予防法において届出伝染病に指定されており、対象動物はウシ、スイギュウ、ヒツジ、シカ。WD-MCFVおよびSA-MCFVはヘルペスウイルス科のDNAウイルス。ウシでの症状は発熱、元気消失、体表リンパ節の腫脹などの種々の症状を示す。治療法、ワクチンは確立されておらず、患畜やウシカモシカとの接触を避けることが予防法となる。